# Rhigiophylleae
Rhigiophylleae, tribus zvončikovki, dio potporodice Campanuloideae. Sastoji se od 2 roda sa ukupno 3 vrste iz Južne Afrike.

## Rodovi
1. Rhigiophyllum Hochst. (1 sp.)
2. Siphocodon Turcz. (2 spp.)